# NGC 6887
NGC 6887 este o galaxie situată în constelația Telescopul. A fost descoperită în 24 iulie 1835 de către John Herschel. Se află la o distanță de 30 de megaparseci de Pământ.